# Johann Haehling von Lanzenauer
Johann Haehling von Lanzenauer (* 16. Oktober 1974 in Baden-Baden) ist ein deutscher Ausstellungsmacher und Unternehmensberater.  

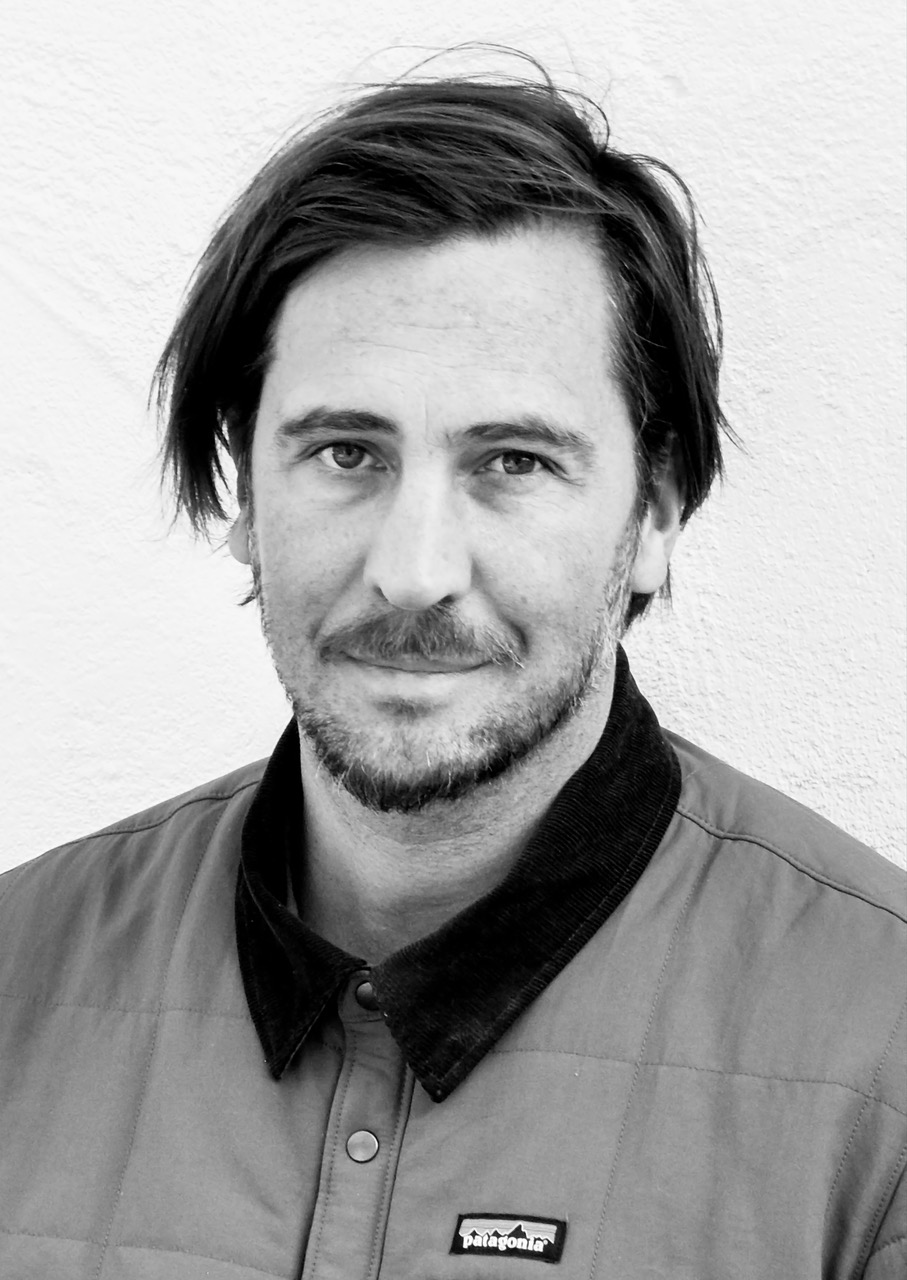
Johann Haehling von Lanzenauer (2020)

## Leben
Johann Haehling von Lanzenauer ist Sohn von Reiner Haehling von Lanzenauer und der französischen Pädagogin und Künstlerin Renée Haehling von Lanzenauer. 1996 zog Haehling von Lanzenauer für das Studium der Politikwissenschaften nach Berlin. Heute lebt und arbeitet Johann Haehling von Lanzenauer in Baden-Baden.
In den Jahren 1996 bis 1998 produzierte und moderierte Haehling von Lanzenauer Fernsehbeiträge für deutsche Medien. Von 1997 bis 1999 arbeitete er als Musikkritiker und Redakteur für das Kultur- und Modemagazin Style & the Family Tunes. 2001 gründete er gemeinsam mit Dirk Staudinger eine kreative und strategische Kommunikationsberatung.
2001 gründete Haehling von Lanzenauer die Kultur- und Kunstplattform „Circle Culture“, die sich der Förderung und dem Handel von Urban Art verschrieb. Seit 2011 widmet sich Circle Culture internationaler bildender Kunst und zeitgenössischer Kultur in einem weiteren Spektrum. Mit Circle Culture stellte er u. a. die Künstler Julian Schnabel,  Günther Uecker, Stefan Strumbel, Shepard Fairey, JR, Arno Rink, Ross Bleckner, Jonathan Yeo, Raymond Pettibon und Corita Kent aus. Cc Consultancy und Circle Culture sind in Berlin und Hamburg angesiedelt.
Im Jahr 2019 gründete Haehling von Lanzenauer einen gemeinnützigen Verein, dessen erster Vorsitzender er ist. Zweck des Vereins ist „der Aufbau eines internationalen Membersclubs, der Empathie für das Lebendige sowie für gesellschaftlich, wirtschaftlich und kulturell attraktive, neue Lösungsansätze angesichts aktueller Herausforderungen kultiviert.“ Auf Veranstaltungen des Vereins, die zum Teil in Kooperation mit der Deutschen Gesellschaft Club Of Rome stattfinden, sprachen unter anderem Christian Wulff, Luisa Neubauer, Lorenzo Fioramonti, Uwe Schneidewind, Kate Raworth und Tino Sehgal.

## Veröffentlichungen
- Johann Haehling von Lanzenauer (Hrsg.): Cc: Circleculture Gallery. [On occasion of th 10th year of Circleculture Gallery in Berlin; artists Jaybo Monk, Berlin; Aaron Rose, Los Angeles; Christian Awe, Berlin ... Kevin Earl Taylor, San Francisco.] Berlin 2011